# International Forum of Public Universities
El Foro Internacional de Universidades Públicas (en inglés: International Forum of Public Universities) es un consorcio de veintitrés universidades públicas. El secretariado permanente del foro reside en la Université de Montréal en Montreal, Canadá. Reuniendo un número limitado de universidades de diversos países, el foro fue fundado el 11 de octubre de 2007, con la misión de "promover la expresión de valores que subyacen en la misión de las universidades públicas en la era de la internacionalización".

## Miembros de la IFPU
| Países          | Universidades asociadas                    |
| Alemania        | Universidad de Friburgo                    |
| Argentina       | Universidad de Buenos Aires                |
| Bélgica         | Universidad Libre de Bruselas              |
| Brasil          | Universidad de São Paulo                   |
| Canadá          | Universidad de Montreal                    |
| Chile           | Universidad de Chile                       |
| China           | Universidad de Nankai Universidad de Pekín |
| España          | Universidad de Barcelona                   |
| Estados Unidos  | Universidad de California                  |
| Francia         | Universidad Sorbona Nueva - París 3        |
| India           | Universidad Jawaharlal Nehru               |
| Italia          | Universidad de Bolonia                     |
| Japón           | Universidad de Nagoya                      |
| Marruecos       | Universidad Mohammed V - Agdal             |
| México          | Universidad Nacional Autónoma de México    |
| República Checa | Universidad Carolina                       |
| Rumania         | Universidad de Bucarest                    |
| Rusia           | Universidad Estatal de Moscú               |
| Senegal         | Universidad Cheikh Anta Diop               |
| Suiza           | Universidad de Ginebra                     |

## Miembros asociados
- Universidad Estatal de Haití (Haití)
- Universidad de Uagadugú (Burkina Faso)
- Universidad del Valle de México (México)